# Mela Anderberg
Pamela (Mela) Vilhelmina Anderberg, född 22 juni 1865 i Klara församling, Stockholm, död 25 december 1927 i Matteus församling, Stockholm, var en svensk porslinsmålare.
Mela Anderberg var dotter till apotekaren Carl Wilhelm Anderberg i Lund och syster till Mia Anderberg, vilken gifte sig med Rörstrands disponent Robert Almström. Mela Anderberg anställdes vid Rörstrands porslinsfabrik som porslinsmålare i slutet av 1880-talet. Några av hennes föremål ställdes ut på Världsutställningen 1900.